# (15333) 1993 TS36
(15333) 1993 TS36 là một tiểu hành tinh vành đai chính. Nó được phát hiện bởi Henry E. Holt ở Đài thiên văn Palomar ở Quận San Diego, California, ngày 13 tháng 10 năm 1993.